# Iglesia de San Quirico de Pedret
La iglesia de San Quirico de Pedret (en catalán Sant Quirze de Pedret) se encuentra en el término de Serchs (Bergadá) aun cuando su acceso se hace desde Berga atravesando el río Llobregat mediante un puente medieval muy bien conservado.

## Arquitectura
La iglesia original es prerrománica de una sola nave (la actual central) con ábside trapezoidal, del siglo IX, con puerta de acceso por poniente (hoy desaparecida). Ampliada a tres naves a mitad del siglo X, las dos naves laterales están acabadas con absidiolas con planta en arco de herradura. Las embocaduras de los tres ábsides tienen arcos ultrapasados que, en el caso de las laterales, se apoyan sobre capiteles y columnas. La nave norte está a un nivel superior y la comunicación entre esta nave y la central es a través de dos aperturas también con arcos sobrepasados.
De la nave sur sólo queda un pequeño tramo contiguo a la absidiola. El resto fue sustituido en el siglo XIII por un campanario de torre que cayó (probablemente con los terremotos del siglo XV) y por un porche que da cobertura a la portada románica original del siglo XIII, formada por arquivoltas lisas apoyadas en líneas de imposta, flanqueadas por capiteles decorados y sostenidos por un fuste estriado al oeste y otro salomónico al este, los dos asentados en bases.
En el siglo XVIII se añade una espadaña en la cara de poniente, si bien se tuvo que derribar en la restauración de 1995 debido a su mal estado.
Por último, destacar que los muros interiores de la nave central se tuvieron que reforzar en el siglo XI, puesto que en el cambio de "pre" a románica, se sustituyó la cubierta de madera a dos aguas por la tradicional bóveda de cañón de piedra, mucho más pesada.

## Interior

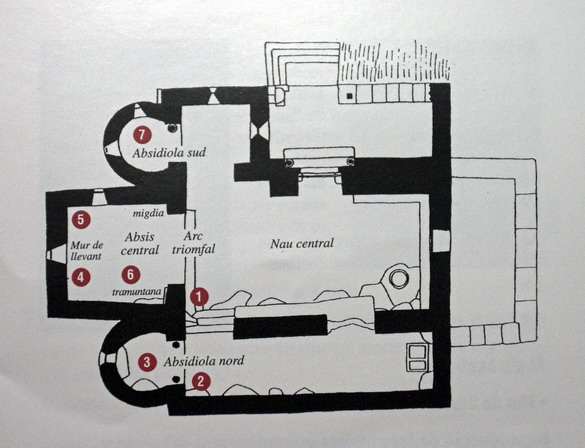
Planta de San Quirico de Pedret.

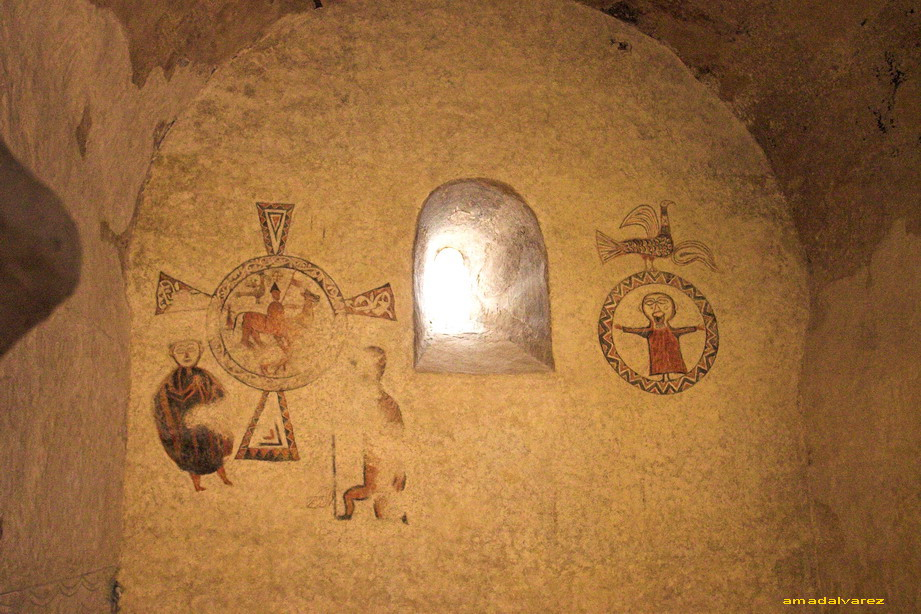
Pinturas prerrománicas.

Hace falta destacar las pinturas de su interior, especialmente en los ábsides. Al ábside de la nave central se conservan parte de la pintura prerrománica con dos fragmentos:
- A la izquierda, una cruz de brazos radiales con un círculo en medio. Dentro del círculo hay un caballero con una lanza adornada con un estandarte. En la cabeza lleva un yelmo cónico con nasal. A su lado hay una figura y un perro. También lleva una cruz sobre la cabeza.

Encima del caballo hay un pájaro que picotea un racimo de uva y que lleva otro en las espaldas. El círculo y los brazos de la cruz tienen como decoración motivos vegetales y geométricos. Fuera del círculo, al lado izquierdo, hay un hombre con una barba en posición de sostener sobre el pecho un libro. Al otro lado está la figura de un hombre desnudo con una rodilla en tierra sosteniendo un bastón y con una hoguera en frente, que podría ser el demonio.
- A la derecha de la ventana del ábside, hay una figura que representa un orante, personaje masculino con barba, túnica y brazos extendidos, dentro de un círculo decorado con motivos de zig-zag. Sobre el círculo hay un pavo real.

Sobre éstas había pinturas románicas del siglo XI que fueron trasladadas al museo Diocesano y Comarcal de Solsona en 1937.
En la nave central había unas pinturas con fragmentos del que debía ser el martirio de san Quirico y santa Julita (su madre), santos titulares de la iglesia.
En la absidiola del sur, encontramos una reproducción de las pinturas románicas que fueron trasladadas al MNAC en 1922. Se ha hecho una simulación de su estado original con los colores vivos que debían de tener hace 1000 años. Representan una mandorla que rodea una imagen entronizada de la Virgen del Niño, a la izquierda de la ventana hay la parábola de las vírgenes prudentes y a la derecha, las vírgenes necias y la Iglesia personificada. La parte inferior está decorada con greca y cortinajes.
En la absidiola norte hay una reproducción de las pinturas románicas de finales del siglo XI que fueron arrancadas en 1922 y que se conservan en el MNAC de Barcelona.

## Restauración
En 1959 el obispado de Solsona la cede a la Diputación de Barcelona que encarga la restauración a Camil Pallàs. En 1989 se hacen nuevas intervenciones enfatizando también en aspectos de interpretación, protección y difusión. Así una parte de los trabajos son de investigación arqueológica para mejorar el conocimiento de su historia y ayudar a fijar criterios sobre su restauración. El criterio seguido respeto a la conservación de elementos posteriores ha sido respetar al máximo la estructura de finales del siglo XI.